# Kromgrönt
Kromgrönt är ett blandningspigment av kromgult (Colour Index PY34) och berlinerblått (PB27). Färgen kan variera mellan ljust gulgrön och mörkt blågrön, beroende på blandningsproportionerna.
Namnet kromgrönt har tidigare också använts för andra gröna krombaserade pigment som kromoxidgrönt (PG17) och kromoxidhydratgrönt (PG18).